# Hsu Tsu-ling
Hsu Tsu-ling (許翠齡T, Xǔ CuìlíngP; 2 ottobre 1958) è un'ex cestista taiwanese.

## Carriera
Con Taiwan ha disputato i Campionati mondiali del 1986.